# Quân khu Bắc Kavkaz

Quân khu Bắc Kavkaz trên bản đồ Liên Xô.

Quân khu Bắc Kavkaz (tiếng Nga: Северо-Кавказский военный округ) là một quân khu của Lực lượng vũ trang Liên Xô cũ và của Lực lượng vũ trang Nga sau này. Năm 2010, quân khu này đổi tên thành Quân khu Nam và bao gồm cả Hạm đội Biển Đen và Hạm đội Caspi.
Về phạm vi, Quân khu này trùng với Vùng liên bang phía Nam. Nó bao gồm Cộng hòa Adygeya, Cộng hòa Dagestan, Cộng hòa Ingushetia, Cộng hòa Kabardino-Balkar, Cộng hòa Kalmykia, Cộng hòa Karachay – Cherkess, Cộng hòa Bắc Osetia-Alaniya, Cộng hòa Chechnya, các vùng Krasnodar Krai, Stavropol Krai, và các tỉnh Astrakhan, Volgograd và Rostov.
Bộ tư lệnh quân khu đóng ở thành phố Rostov-na-Donu.